# 30 novembre
Il 30 novembre è il 334º giorno del calendario gregoriano (il 335º negli anni bisestili). Mancano 31 giorni alla fine dell'anno.

## Eventi
- 1735 – Secondo una leggenda devozionale, Sant'Alfonso Maria de' Liguori, mentre predicava a Foggia, viene avvolto da un fascio di luce e levita da terra.
- 1782 – Guerra d'indipendenza americana: a Parigi, rappresentanti di Stati Uniti e Regno di Gran Bretagna firmano gli articoli preliminari di pace (in seguito formalizzati nel Trattato di Parigi).
- 1786 – Il Granducato di Toscana è il primo Stato del mondo ad abolire la pena di morte (Leopoldo I, il futuro Leopoldo II d'Asburgo-Lorena).
- 1789 – L'Assemblea nazionale costituente proclama. l'Isola di Corsica “parte integrante dell'Impero francese… retta dalla stessa costituzione degli altri francesi”.
- 1803 – Nel palazzo del Cabildo di New Orleans, i rappresentanti spagnoli, governatore Manuel de Salcedo e Marqués de Casa Calvo, trasferiscono ufficialmente il Territorio della Louisiana al rappresentante francese Pierre Clément de Laussat (solo 20 giorni dopo, la Francia trasferirà lo stesso territorio agli Stati Uniti)

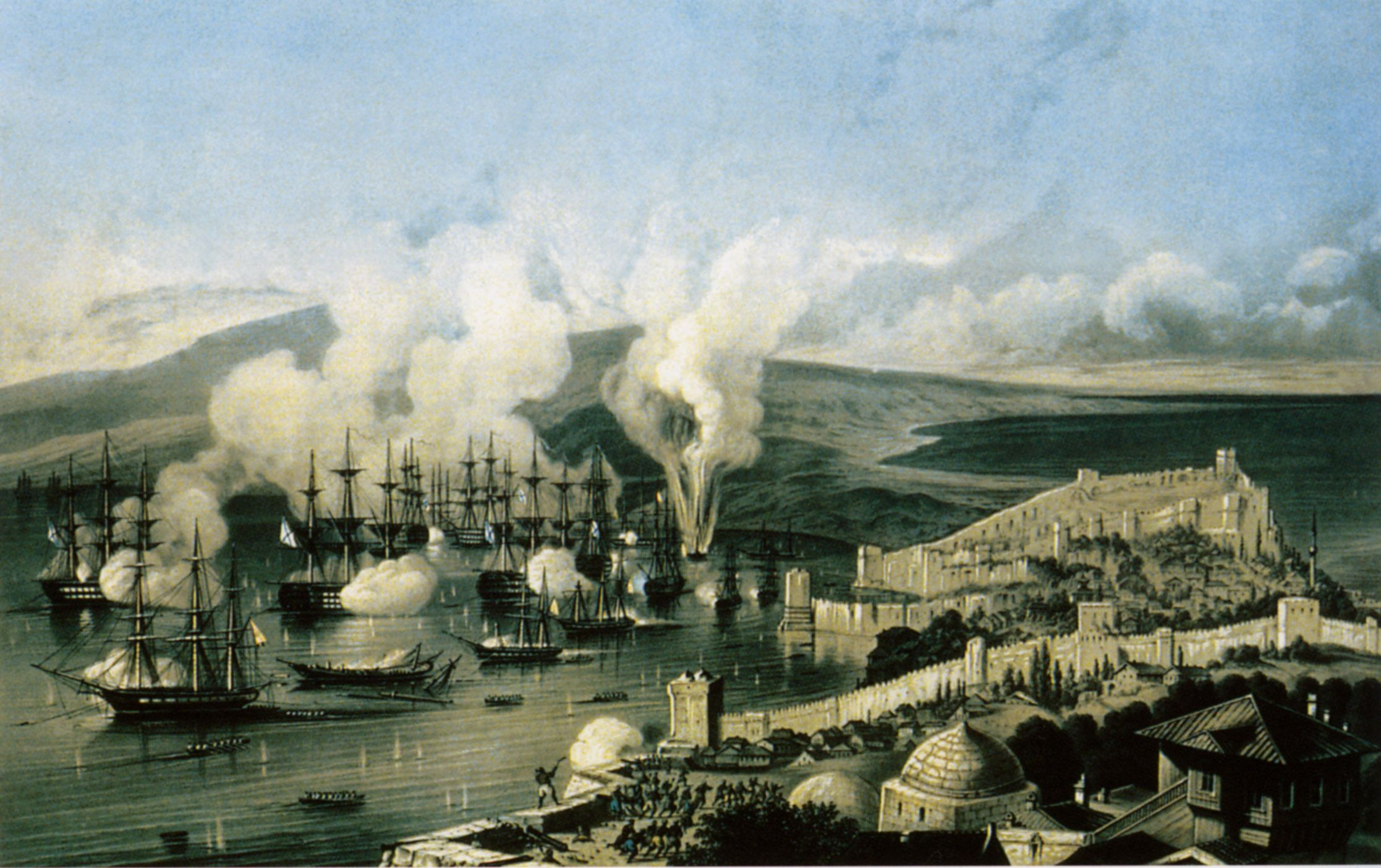
Battaglia di Sinope, guerra di Crimea

- 1807 – Guerre napoleoniche nella penisola iberica: le truppe francesi occupano Lisbona sulla base degli accordi con la Spagna stipulati a Fontainebleau
- 1853 – Guerra di Crimea: battaglia di Sinope – La flotta russa distrugge quella turca
- 1864 – Guerra di secessione americana: battaglia di Franklin – L'Armata del Tennessee del generale John Bell Hood avvia un fallimentare attacco frontale alle posizioni dell'Unione nella Contea di Franklin (Tennessee) (Hood perderà sei generali e quasi un terzo delle truppe)
- 1872 – La prima partita internazionale di calcio si svolge ad Hamilton Crescent, in Scozia
- 1886 – Le Folies Bergère mettono in scena il loro primo spettacolo
- 1916 – L'olocausto ellenico entra nella sua ultima fase, quando vengono riportate le parole del ministro dell'interno turco Rafet Bey: "dobbiamo finire i greci, così come abbiamo fatto con gli armeni il 28 novembre."
- 1936 – A Londra, il Crystal Palace viene distrutto da un incendio (era stato costruito per la Grande Esibizione del 1851)
- 1939 – Inizia la guerra d'inverno: le forze sovietiche invadono la Finlandia
- 1941 – Primo volo ufficiale del Campini-Caproni, primo velivolo con motore a getto di produzione italiana. Mario de Bernardi e l'ing. Giovanni Pedace, che costituivano l'equipaggio, volarono dall'aeroporto Milano Linate a quello di Guidonia a Roma, percorrendo 475 km alla velocità media di 209 km/h.

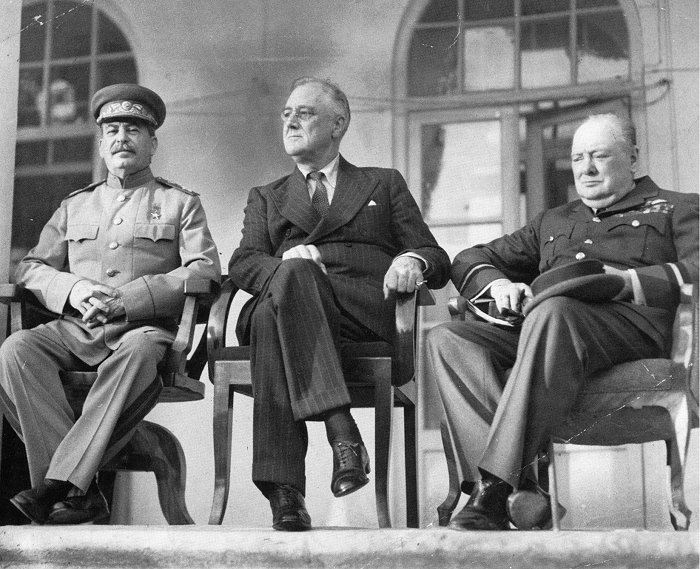
1943: Stalin, Roosevelt e Churchill alla conferenza di Teheran

- 1942 – Guerra del Pacifico: battaglia di Tassafaronga tra giapponesi ed americani
- 1943 – Seconda guerra mondiale: Conferenza di Teheran – Franklin D. Roosevelt, Winston Churchill e Iosif Stalin giungono ad un accordo sull'invasione dell'Europa prevista per il giugno 1944; nome in codice Operazione Overlord
- 1954 – A Sylacauga, in Alabama, un meteorite di quasi 4 kg, dopo aver perforato il tetto dell'abitazione, entra nel salotto di Ann Elizabeth Hodges, colpendola dopo aver rimbalzato sulla radio
- 1962 – L'Assemblea generale delle Nazioni Unite elegge U Thant della Birmania come nuovo segretario generale
- 1964 – Viene lanciata la quarta sonda diretta verso Marte, ma la missione russa Zond 2 fallisce: pur raggiungendo il pianeta non riesce a recuperare i dati della sonda
- 1966 – L'Isola di Barbados diventa indipendente dal Regno Unito
- 1967 – La Repubblica Popolare dello Yemen del Sud diventa indipendente dal Regno Unito
- 1971 – Conquista di Abu Musa e delle Isole Tunb da parte dell'Iran.
- 1972 – Guerra del Vietnam: il portavoce della Casa Bianca, Ron Ziegler, dice alla stampa che non ci saranno più annunci pubblici riguardanti il ritiro delle truppe statunitensi dal Vietnam, poiché il loro livello è sceso sotto le 27.000 unità
- 1979 – I Pink Floyd pubblicano la loro opera rock The Wall
- 1981 – Guerra fredda: a Ginevra, i rappresentanti di USA e URSS iniziano i negoziati per la riduzione delle armi nucleari a medio raggio in Europa (l'incontro fallirà il 17 dicembre)
- 1982 – Michael Jackson pubblica Thriller, l'album più venduto di tutti i tempi
- 1988 – La Kohlberg Kravis Roberts & Co. acquisisce la RJR Nabisco per 25,07 miliardi di dollari
- 1989 – Alfred Herrhausen, consigliere della Deutsche Bank, viene ucciso in un attentato della Rote Armee Fraktion
- 1993 – Il presidente statunitense Bill Clinton converte in legge il Brady Handgun Violence Prevention Act (decreto Brady)
- 1998 – La Deutsche Bank annuncia l'acquisto per 10 miliardi di dollari della Bankers Trust, creando così il più grande istituto finanziario del mondo
- 1999
  - A Seattle (Washington), durante il meeting del WTO, la prima grande mobilitazione del movimento antiglobalizzazione coglie impreparata la polizia e costringe alla cancellazione della cerimonia di apertura dell'incontro (le proteste finiranno il 3 dicembre)
  - British Aerospace e Marconi Electronic Systems si fondono e formano la BAE Systems, la principale industria europea nel settore della difesa e la quarta al mondo nel settore aerospaziale
- 2004 – Un aereo della compagnia Lion Air si schianta al suolo a Surakarta, Giava. Il tragico incidente causa una ventina di vittime.
- 2013 – Dopo un evento di beneficenza per le vittime del tifone Haiyan, il noto attore Paul Walker insieme all'amico Roger Rodas, si schiantano in auto sulla Hercules Street vicino a Kelly Johnson Parkway a Valencia, Santa Clarita, California, morendo entrambi per le ustioni e i traumi riportati nell'incidente.
- 2021 – Barbados diventa una repubblica nel suo cinquantacinquesimo anniversario dall'indipendenza.

## Nati
Ci sono circa 1 200 voci su persone nate il 30 novembre; vedi la pagina Nati il 30 novembre per un elenco descrittivo o la categoria Nati il 30 novembre per un indice alfabetico.

## Morti
Ci sono circa 570 voci su persone morte il 30 novembre; vedi la pagina Morti il 30 novembre per un elenco descrittivo o la categoria Morti il 30 novembre per un indice alfabetico.

## Feste e ricorrenze

### Civili
Nazionali:
- Barbados – Festa nazionale
- Italia, Toscana – Festa della Toscana, istituita in ricordo della abolizione della pena di morte il 30 novembre 1786 da parte del Granducato di Toscana, primo Stato al mondo ad abolire la pena di morte.
- Regno Unito, Scozia – Giornata nazionale (Sant'Andrea)
- Yemen – Festa nazionale

### Religiose
Cristianesimo:
- Sant'Andrea apostolo
- San Cutberto Mayne, sacerdote
- Sant'Everardo di Stahleck, monaco
- San Galgano, eremita
- San Joseph Marchand, sacerdote e martire
- Santa Maura di Costantinopoli, martire
- San Mirocle di Milano, vescovo
- San Taddeo Liu Ruiting, sacerdote e martire
- San Tutwal vescovo
- Beato Alessandro Crow, martire
- Beato Berengario de Ostales, mercedario
- Beato Federico da Ratisbona, religioso
- Beato Giovanni da Vercelli, sacerdote domenicano
- Beato José Otín Aquilué, sacerdote salesiano, martire
- Beato Giuseppe López Piteira, diacono agostiniano, martire
- Beato Guglielmo di Paolo, abate, venerato a Maniace
- Beato Ludwik Roch Gietyngier, sacerdote e martire
- Beati Michele Ruedas Mejías e 6 compagni, martiri